# Бирбах
Бирбах (нем. Bierbach) — район города Блискастель в Германии, земля в Саар, район Саарпфальц. В январе 2009 года население Бирбаха составляло 1 989 человек.
Вокруг Бирбаха находятся такие города, как Хомбург, Цвайбрюккен, Санкт-Ингберт, Нойнкирхен и Бексбах.

## История
200000 лет назад на месте Блискастелья и Бирбаха уже жили люди. Ханс Каппель нашёл в Блискастеле клин кулака из палеолита.  Впервые Бирбах упоминался в письменных источниках в 1230 году.